# Sedco 600 (schip, 1983)
De Sedco 600 is een halfafzinkbaar platform dat in 1983 werd gebouwd door Promet Private Limited in Singapore voor Sedco. Het ontwerp van Earl and Wright bestaat uit twee parallelle pontons met daarop elk twee kolommen met daarop het werkdek.
Het ontwerp was bedoeld voor werk in ondieper water en daarmee kleiner dan de Sedco 700-serie. Met vierkante kolommen en geen DP-systeem moest het zo goedkoop zijn dat het met jack-ups kon concurreren.
In 2006 nam Prosafe het platform over als Safe Bristolia en bouwde het om naar accommodatieplatform.

## Sedco 600-serie
| Naam      | Werf                   | Jaar | IMO-nummer |
| --------- | ---------------------- | ---- | ---------- |
| Sedco 600 | Promet Private Limited | 1983 | 8755077    |
| Sedco 601 | Promet Private Limited | 1983 | 8755089    |
| Sedco 602 | Promet Private Limited | 1983 | 8755091    |